# Роберт із Глостера (хроніст)
Роберт із Глостера (англ. Robert of Gloucester до  () — близько 1300) — англійський літописець, чернець бенедиктинець, передбачуваний автор римованої «Хроніки Роберта Глостерського» (англ. The metrical chronicle of Robert of Gloucester), що містить легендарну версію історії Англії, від міфічного її засновника Брута Троянського до 1271 року.

## Біографія
Про самого Роберта мало що відомо. Можливо, він був вихідцем з Глостера в Глостерширі, оскільки в його творі зустрічаються топографічні прив'язки, що свідчать про знайомство його з околицями цього міста . Єдиною підставою вважати його автором зазначеної хроніки є уривчасті згадка його імені в продовженні її розлогої версії: Roberd / þat verst þis boc made («Роберт / той, хто першим створив цю книгу», стор. 11748-11749) .
Вперше його згадує під 1565 рік в своїх «Зборах англійських хронік» (англ. Summarie of Englyshe Chronicles) відомий історик і антикварій епохи Тюдорів Джон Стоу, як «Роберта, літописця епохи Генріха III». У своїй опублікованій в 1580 році «Хроніці Англії» Стоу називає його вже «Робертом із Глостера».
У 1631 році поет і антикварій Джон Вівер в своїх «Стародавніх надгробних пам'ятниках» називає його «Робертом, уродженцем Глостера», а церковний історик Томас Фуллер у праці «Знамениті люди Англії і Вельсу» (англ. The Worthies of England and Wales) описує його як «Роберта Глостерського, ченця». 1674 року Ентоні Вуд в «Історії та старожитності Оксфордського університету», цитуючи його вірші про початок баронського заколоту проти Генріха III в Оксфорді в 1263 році, називає його «оксфордським поетом». Антиквар Томас Хірн вперше видав в 1724 році його хроніку та писав, що він був ченцем із Глостера і посланий був для навчання в Оксфорд.

## Твори
Основними джерелами для «Хроніки Роберта Глостерського», складеної не раніше 1297 року, в легендарній її частини, очевидно, послужили " Історія королів Британії " Гальфріда Монмутського (сер. XII в.) і поема Лайамона «Брут» (поч. XIII ст.). Історичні відомості автор хроніки в частині її до норманського завоювання черпав в основному з «Історії англів» Генріха Хантінгдонського і «Історії англійських королів» Вільяма Мальмсберійський, а після — з різноманітних джерел, серед яких виділяється «Південноанглійський легендарий» агіографічний пам'ятник, складений таким же метричних віршем в 1270—1285 роках.
Крім характерних принципів віршування, «Хроніку Роберта Глостерського» з «Південноанглійським легендарієм» зближують особливості діалекту, лексики, фразеології, схожа розповідна техніка й навіть принципи світогляду, що змушує благочестивого автора ставати на бік страждає народу, пригнобленого корумпованою знаттю і жорстокими лордами. На думку ряду дослідників, Роберт із Глостера, очевидно, мав у своєму розпорядженні рукописні екземпляри легендарія .
Хроніка написана на діалекті середньоанглійської мови, характерного для Глостершира, з окремими запозиченнями з англо-нормандського.
Незважаючи на інтерес, проявлений до хроніки Роберта Глостерського з боку ранніх англійських антикварів, включаючи її першого видавця Т. Т. Пізніше авторитет її похитнувся, і вже серед вчених XIX століття, в тому числі Вільяма Олдіса Райта який підготував у 1887 році її наукову публікацію в серії Rolls Series, вона вважалася майже марною як історичне джерело і бездарною як поетичний твір .
Пізніші дослідження показали, що хроніка могла мати кількох авторів, Роберт Глостерський же склав лише заключну її частину з 3000 рядків, в центрі уваги якої знаходяться події сучасної йому історії, в першу чергу друга війна баронів з королем Генріхом III і кульмінація її — розгром армії Симона де Монфора в битві при Івшемі (1265), що супроводжувалася описаним автором сонячним затемненням.
Роберту із Глостера довгий час приписувалося також написане метричних віршем агиографічний твір «Життя святих» (англ. Lives of the Saints), мова якого має чимало спільного з мовою його хроніки.

## Рукописи і редакції
Хроніка збереглася в двох редакціях — розлогій, що доводить події до 1271 року, і короткій, що продовжує їх до 1280-х років, кожна з яких представлена сімома манускриптами. У викладі подій до смерті короля Генріха I Боклерка в 1135 році обидві версії практично ідентичні, проте в короткій версії рання історія Англії в більшій мірі заснована на поемі Лайамона «Брут».